# Ферьестад
«Ферьестад» БК (швед. Färjestads BK) — шведская хоккейная команда из города Карлстад. Выступает в Шведской элитной серии — высшем дивизионе чемпионата Швеции. Десятикратный чемпион Швеции.

## История
Хоккейный клуб «Ферьестад» был основан 10 ноября 1932 года Свеном Брюхске, Йёста Йонссоном, Свеном Ларссоном и Эриком Мюреном как объединение игроков по хоккею с мячом. Секция хоккея с шайбой появилась лишь в 1956 году. В 1965 «Ферьестад» вышел в высшую лигу, выиграв первый южный дивизион. В сезоне 1974/75 клуб квалифицировался в новосозданную шведскую элитную лигу, и с тех пор является постоянным участником первенства Швеции.

## Достижения
- Чемпион Швеции (10): 1981, 1986, 1988, 1997, 1998, 2002, 2006, 2009, 2011, 2022
- Финалист Хоккейной Лиги чемпионов: 2025.